# Фигероа, Фернандо
Ферна́ндо Фигеро́а (исп. Fernando Figueroa; 14 июля 1852, Илобаско, Сальвадор — 16 июня 1919, Сан-Сальвадор, Сальвадор) — сальвадорский военный и государственный деятель, президент Сальвадора в 1907—1911 годах. Последний из военных президентов, которые управляли страной с 1880-х годов.

## Биография
Являлся членом Консервативной партии. Выбрав карьеру военного, принимал участие в войнах с Гватемалой (1863—1867), в Сабана Гранде и в Санта-Барбаре (1872), с Гондурасом (1873), участник битвы при Амапале. Получил воинское звание генерала.
14 мая 1885 г. стал вице-президентом в администрации Рафаэля Сальдивара-и-Ласо, а с 22 мая стал полноправным президентом Сальвадора, однако потерял этот пост в результате переворота во главе с генералом Менендесом.
В 1898—1903 гг. занимал посты министра финансов, министра внутренних дел, министра армии и военно-морского флота в администрациях президентов Томаса Регаладо (1898—1903) и Педро Хосе Эскалона (1903—1907). При поддержке Эскалона весной 1907 г. на прямых выборах был избран на пост президента.
Оказал поддержку консерватору Мануэлю Бонилье из Гондураса в битве при Намасике, в ходе которой объединённые войска консерваторов Гондураса и Сальвадора были разбиты войсками Либеральной партии Никарагуа.
У него было 6 детей. Двое его внуков стали значимыми людьми в политике Сальвадора. Фабио Кастилло Фигероа стал одним из лидеров партизанского правительства, Альфредо Авила Фигероа стал самым молодым мэром Сальвадора, а затем — губернатором провинции Сан Сальвадор.